# 분해능

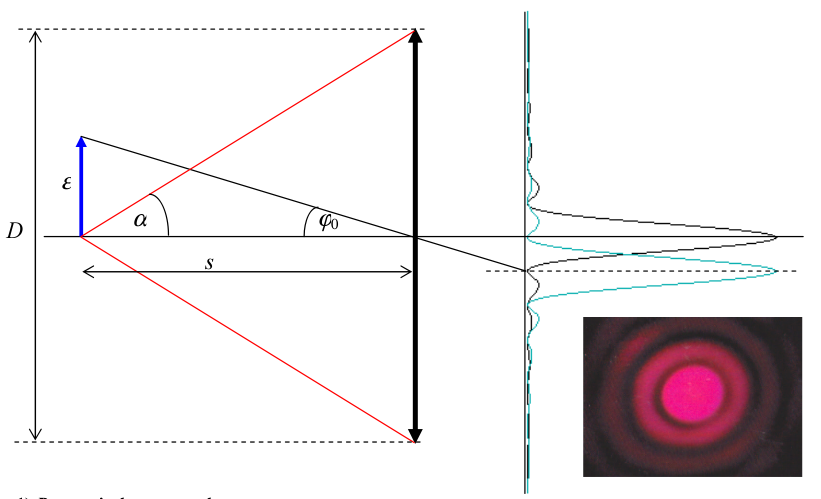

각도 분해능(角度分解能, angular resolution, spatial resolution)은 서로 떨어져 있는 두 물체를 서로 구별할 수 있는 능력을 의미한다. 주로 광학기기의 성능을 나타낼 때에 사용된다.
분해능이 작다면, 아주 가까워 보이는 두 물체도 서로 다른 물체로 볼 수 있고, 분해능이 크다면, 서로 떨어져 있는 두 개의 물체임에도 불구하고, 하나의 물체로 인식할 수 있다.
여기서 {\displaystyle n\sin \theta }은 개구수(numerical aperture)를 의미한다. 이 중 n은 굴절률(refractive index)이고, θ는 렌즈로 들어가는 빛의 각도의 {\displaystyle {\frac {1}{2}}}이다. 또한 λ는 빛의 파장이다.
d는 두 물체를 분간할 수 있는 최소의 거리이므로, 이 값이 작을수록 분해능이 작은 것이다.

## 개요
분해능에는 한계가 있다는 것을 이론적으로 나타낸 사람은 아베였다(1873년). 위 식에서 광학기기의 분해능을 좋게 한다는 것은 d를 최대한 작게 한다는 것이다. 그러기 위해서는 λ를 작게 하거나 θ를 크게 해야 한다. 그런데 가시광선에는 파장 0.4~0.5μm이라는 범위가 있으며, λ는 작아도 0.4μm이 한계이다. 또 θ는 입사광과 광축이 이루는 각도이므로 sin θ는 1을 넘는 일이 없다. n은 공기에서 1, 물에서 1.33, 시더유에서 1.51이다. λ, sin θ, n의 최대치를 취하여 분해능을 계산하면 d는 0.172μm가 된다. 즉, 광학기기의 분해능은 약 0.2μm약(弱)으로, 이 이상 접근한 두 점은 광학기기에서는 두 점으로 인정할 수가 없다.
분해능은 '해상력'과 혼동되기도 하는데, 예를 들어 인간의 정상적인 눈은 75μm 간격을 식별할 수 있기 때문에 분해능은 75μm가 된다. 그러나, 보려고 하는 물체가 약간 어두운 곳에 놓여 있어서 75μm의 간격은 분간할 수 없고 100μm는 판별할 수 있다면, 이런 경우 이 눈은 75μm의 분해능을 갖지만 100μm의 해상력밖에 발휘할 수 없다고 한다. 바꾸어 말하면 분해능은 가장 좋은 조건하의 해상력을 의미한다.

## 같이 보기
- 해상도 - 화면 또는 인쇄물의 세밀한 정도를 나타내는 단위이다.